# Paraisanthus
Paraisanthus is een geslacht van zeeanemonen uit de klasse van de Anthozoa (bloemdieren).

## Soort
- Paraisanthus tamarae Sanamyan & Sanamyan, 1998